# Avril 1806

## Événements
- 4 avril, France : publication du Catéchisme impérial, obligatoire dans tout l'Empire.
- 14 avril, France : promulgation du code de procédure civile.
- 18 avril : prétendant vouloir identifier les marins qui avaient abandonné la marine royale, les Anglais contrôlent les navires marchands américains et saisissent tous les marins, qu'ils soient déserteurs ou non, qui ne peuvent pas prouver leur citoyenneté américaine. En représailles les États-Unis passent une loi (Nicholson Act), qui bloque l'importation anglaise du laiton, de l'étain, des textiles et tout autre article qui pourrait être produit aux États-Unis ou importé par d'autres pays[1],[2].

## Naissances
- 9 avril : Isambard Kingdom Brunel, ingénieur anglais concepteur du Great Eastern († 15 septembre 1859).
- 11 avril : Pierre Guillaume Frédéric Le Play, ingénieur du corps des mines et sociologue paternaliste français († 5 avril 1882).

## Décès
- 4 avril : Carlo Gozzi, auteur dramatique italien (° 13 décembre 1720).
- 22 avril : Pierre de Villeneuve, amiral français (° 31 décembre 1763).